# 滝精一
滝 精一（たき せいいち、1873年（明治6年）12月23日 - 1945年（昭和20年）5月17日）は、日本の美術史家。東京帝国大学教授。

## 来歴
東京生まれ。滝和亭の長男。号は拙庵。東京帝国大学哲学科卒、1914年、母校の文学部に美術史学講座が開設された際に初代教授となり、昭和9年（1934年）の退官まで日本美術史と中国絵画史を講じた。1925年帝国学士院会員。1927年文学部長。大阪朝日新聞客員、東方文化学院理事長、会長を務め、『国華』の編集に携わる。1940年朝日文化賞受賞。
かつて滝に新聞学講座開設を阻止された小野秀雄の恨みを買い、没後、小野の回想録で憎悪に満ちた批判を受けた。

## 著書

### 単著
- 『芸術雑話』金尾文淵堂、1907年7月。 NCID BN12394725。全国書誌番号:40069581。
- 『スタイン氏発見の燉煌画に就て』啓明会事務所〈財団法人啓明会講演集 第4回〉、1921年9月。 NCID BN1592681X。全国書誌番号:43040154。
- 『文人画概論』改造社、1922年11月。 NCID BN09569784。全国書誌番号:43037528。
- 『法隆寺金堂壁画に就いて』古代文化研究会〈古代文化の研究に関する文献 第2輯〉、1924年7月。 NCID BA88697096。
- 『日本画の本質』日本文化協会〈日本文化小輯 15〉、1936年5月。 NCID BA53805465。全国書誌番号:46069104。
- 『日本文化講義速記 日本芸術の一特色として見るべき墨画に就て（幻燈使用）』新潟医科大学、1937年4月。全国書誌番号:44025802。
- 『滝拙庵美術論集』 日本篇、座右宝刊行会、1943年12月。 NCID BN0611801X。全国書誌番号:46022669。
- 『日本の美術』わんや書店、1950年3月。 NCID BN13419989。全国書誌番号:50001407。

### 編集
- 『日本古美術案内』丙午出版社、1931年2月。 NCID BN01700331。全国書誌番号:47014283。

### 校訂
- 『画道集』大日本文庫刊行会〈大日本文庫 芸道篇〉、1938年7月。 NCID BN11103237。全国書誌番号:46063057。

### 共著
- 松本亦太郎、滝精一『藤崎講演』明治聖徳記念学会、1927年4月。 NCID BN08850354。全国書誌番号:44003481。
- 伊東忠太、滝精一『日本建築の美・日本美術の特性』日本文化協会〈日本文化 第60冊 臨時増刊〉、1940年8月。 NCID BA49525330。全国書誌番号:00019051。